# Clay Stevenson
Clay Stevenson, född 3 mars 1999, är en kanadensisk professionell ishockeymålvakt som är kontrakterad till Washington Capitals i National Hockey League (NHL) och spelar för Hershey Bears i American Hockey League (AHL).
Han har tidigare spelat för South Carolina Stingrays i ECHL och Dartmouth Big Green i National Collegiate Athletic Association (NCAA)
Stevenson blev aldrig NHL-draftad.